# Slalomvärldsmästerskapen i kanotsport 1985
Slalomvärldsmästerskapen i kanotsport 1985 anordnades i Augsburg, Västtyskland. 

## Medaljsummering

### Medaljtabell
| Pl.    | Nation          | Guld | Silver | Brons | Totalt |
| ------ | --------------- | ---- | ------ | ----- | ------ |
| 1      | Västtyskland    | 3    | 3      | 1     | 7      |
| 2      | USA             | 2    | 1      | 1     | 4      |
| 3      | Frankrike       | 1    | 4      | 0     | 5      |
| 4      | Storbritannien  | 1    | 0      | 3     | 4      |
| 5      | Tjeckoslovakien | 1    | 0      | 1     | 2      |
| 6      | Polen           | 0    | 0      | 1     | 1      |
| 6      | Jugoslavien     | 0    | 0      | 1     | 1      |
| Totalt | Totalt          | 8    | 8      | 8     | 24     |

### Herrar
| Gren    | Guld | Poäng  | Silver                                                                                                | Poäng  | Brons                                                                                  | Poäng  |
| C-1     | David Hearn (USA)                                                                                         | 223,21 | Jon Lugbill (USA)                                                                                     | 235,91 | Martyn Hedges (GBR)                                                                    | 240,30 |
| C-1 lag | USA David Hearn Jon Lugbill Kent Ford                                                                     | 280,99 | Västtyskland Gerald Moos Andreas Kübler Ulrich Weber                                                  | 308,71 | Polen Edward Florian Piotr Sarata Adam Pietrasik                                       | 340,07 |
| C-2     | Västtyskland Thomas Klein-Impelmann Stephan Küppers                                                       | 267,15 | Frankrike Pierre Calori Jacques Calori                                                                | 272,51 | Västtyskland Günther Wolkenaer Fredi Zimmermann                                        | 273,63 |
| C-2 lag | Tjeckoslovakien Jiří Rohan & Miroslav Šimek Miroslav Hajdučík & Milan Kučera Viktor Beneš & Ondřej Mohout | 329,11 | Frankrike Pierre Calori & Jacques Calori Emmanuel del Rey & Thierry Saidi Michel Saidi & Jérôme Daval | 380,55 | USA Charles Harris & John Harris Lecky Haller & Fritz Haller Paul Grabow & Mike Garvis | 384,03 |
| K-1     | Richard Fox (GBR)                                                                                         | 210,56 | Peter Micheler (FRG)                                                                                  | 220,60 | Luboš Hilgert (TCH)                                                                    | 221,07 |
| K-1 lag | Västtyskland Peter Micheler Toni Prijon Jürgen Kübler                                                     | 248,62 | Frankrike Christophe Prigent Pascal Marinot Manuel Brissaud                                           | 258,22 | Jugoslavien Marjan Štrukelj Janez Skok Jernej Abramič                                  | 264,75 |

### Damer
| Gren    | Guld                                                            | Poäng  | Silver                                                    | Poäng  | Brons                                                    | Poäng  |
| K-1     | Margit Messelhäuser (FRG)                                       | 258,69 | Marie-Françoise Grange (FRA)                              | 261,18 | Gail Allen (GBR)                                         | 264,25 |
| K-1 lag | Frankrike Sylvie Arnaud Marie-Françoise Grange Myriam Jerusalmi | 382,24 | Västtyskland Gabi Schmid Margit Messelhäuser Ulla Steinle | 392,41 | Storbritannien Elizabeth Sharman Gail Allen Karen Davies | 457,66 |